# East Londonderry (circonscription de l'Assemblée d'Irlande du Nord)
Pour les articles homonymes, voir East Londonderry.
East Londonderry (irlandais : Doire Thoir), est une circonscription de l'Assemblée d'Irlande du Nord.
Le siège a été utilisé pour la première fois pour une élection en Irlande du Nord uniquement pour le Forum d'Irlande du Nord en 1996. Depuis 1998, il a élu des membres à l'Assemblée actuelle.
Pour les élections à l'Assemblée avant 1996, la circonscription faisait en grande partie partie de la circonscription de Londonderry une petite partie autour de Portrush provenant de la circonscription de North Antrim. Depuis 1997, il partage les limites avec la circonscription du Parlement britannique d'East Londonderry.
Pour plus de détails sur l'histoire et les limites de la circonscription, voir East Londonderry (circonscription du Parlement britannique).

## Membres
| Élection                 | MLA (parti)                   | MLA (parti)                          | MLA (parti)         | MLA (parti)                                | MLA (parti)            | MLA (parti)           | MLA (parti)                         | MLA (parti)            | MLA (parti) | MLA (parti)         | MLA (parti) | MLA (parti)          |
| ------------------------ | ----------------------------- | ------------------------------------ | ------------------- | ------------------------------------------ | ---------------------- | --------------------- | ----------------------------------- | ---------------------- | ----------- | ------------------- | ----------- | -------------------- |
| 1996                     |                               | Arthur Doherty (SDLP)                | 5 sièges 1996–1998  | 5 sièges 1996–1998                         |                        | David Brewster (UUP)  |                                     | John White (UUP)       |             | Robert Bolton (DUP) |             | Robert Stewart (DUP) |
| 1998                     |                               | Arthur Doherty (SDLP)                | John Dallat (SDLP)  | David McClarty (UUP/ Independent Unionist) | Pauline Armitage (UUP) |                       | Boyd Douglas (Independent Unionist) | Gregory Campbell (DUP) |             |                     |             |                      |
| Septembre 2002 co-option | Michael Coyle (SDLP)          |                                      | John Dallat (SDLP)  | David McClarty (UUP/ Independent Unionist) | Pauline Armitage (UUP) |                       | Boyd Douglas (Independent Unionist) | Gregory Campbell (DUP) |             |                     |             |                      |
| 2003                     |                               | Francis Brolly (Sinn Féin)           | John Dallat (SDLP)  | David McClarty (UUP/ Independent Unionist) | Norman Hillis (UUP)    |                       | George Robinson (DUP)               | Gregory Campbell (DUP) |             |                     |             |                      |
| 2007                     |                               | Francis Brolly (Sinn Féin)           | John Dallat (SDLP)  | David McClarty (UUP/ Independent Unionist) | Adrian McQuillan (DUP) |                       | George Robinson (DUP)               | Gregory Campbell (DUP) |             |                     |             |                      |
| Janvier 2010 co-option   | Billy Leonard (Sinn Féin)     |                                      | John Dallat (SDLP)  | David McClarty (UUP/ Independent Unionist) | Adrian McQuillan (DUP) |                       | George Robinson (DUP)               | Gregory Campbell (DUP) |             |                     |             |                      |
| 2011                     | Cathal Ó hOisín (Sinn Féin)   |                                      | John Dallat (SDLP)  | David McClarty (UUP/ Independent Unionist) | Adrian McQuillan (DUP) |                       | George Robinson (DUP)               | Gregory Campbell (DUP) |             |                     |             |                      |
| Mai 2014 co-option       | Cathal Ó hOisín (Sinn Féin)   | Claire Sugden (Independent Unionist) | John Dallat (SDLP)  |                                            | Adrian McQuillan (DUP) |                       | George Robinson (DUP)               | Gregory Campbell (DUP) |             |                     |             |                      |
| 2016                     | Caoimhe Archibald (Sinn Féin) | Claire Sugden (Independent Unionist) | Gerry Mullan (SDLP) | Maurice Bradley (DUP)                      | Adrian McQuillan (DUP) |                       | George Robinson (DUP)               |                        |             |                     |             |                      |
| 2017                     | Caoimhe Archibald (Sinn Féin) | Claire Sugden (Independent Unionist) | John Dallat (SDLP)  | Maurice Bradley (DUP)                      | 5 sièges 2017–present  | 5 sièges 2017–present | George Robinson (DUP)               |                        |             |                     |             |                      |
| Mai 2020 co-option       | Caoimhe Archibald (Sinn Féin) | Claire Sugden (Independent Unionist) | Cara Hunter (SDLP)  | Maurice Bradley (DUP)                      | 5 sièges 2017–present  | 5 sièges 2017–present | George Robinson (DUP)               |                        |             |                     |             |                      |
| 2022                     | Caoimhe Archibald (Sinn Féin) | Claire Sugden (Independent Unionist) | Cara Hunter (SDLP)  | Maurice Bradley (DUP)                      | 5 sièges 2017–present  | 5 sièges 2017–present | Alan Robinson (DUP)                 |                        |             |                     |             |                      |

Note: Les colonnes de ce tableau sont utilisées uniquement à des fins de présentation et aucune importance ne doit être attachée à l'ordre des colonnes. Pour plus de détails sur l'ordre dans lequel les sièges ont été remportés à chaque élection, voir les résultats détaillés de cette élection.

## Élections

### Assemblée d'Irlande du Nord

#### 2022
| Parti | Parti                | Candidat          | %      | Comptage | Comptage | Comptage | Comptage | Comptage | Comptage | Comptage | Comptage | Comptage | Comptage |
| Parti | Parti                | Candidat          | %      | 1        | 2        | 3        | 4        | 5        | 6        | 7        | 8        | 9        | 10       |
| --- | -------------------- | ----------------- | ------ | -------- | -------- | -------- | -------- | -------- | -------- | -------- | -------- | -------- | -------- |
| | DUP                  | Maurice Bradley   | 15.30% | 6,786    | 6,791    | 6,807    | 7,221    | 7,249    | 7,401    |          |          |          |          |
| | DUP                  | Alan Robinson     | 11.61% | 5,151    | 5,160    | 5,166    | 5,223    | 5,248    | 5,323    | 6,120    | 8,218    |          |          |
| | Independent Unionist | Claire Sugden     | 8.97%  | 3,981    | 4,006    | 4,084    | 4,169    | 4,202    | 4,951    | 5,854    | 6,632    | 7,329    | 8,476    |
| | Sinn Féin            | Caoimhe Archibald | 15.48% | 6,868    | 6,886    | 6,945    | 6,945    | 7,163    | 7,244    | 7,248    | 7,253    | 7,253    | 7,453    |
| | SDLP                 | Cara Hunter       | 8.26%  | 3,664    | 3,696    | 3,837    | 3,843    | 4,075    | 4,270    | 4,391    | 4,478    | 4,513    | 6,484    |
| | Sinn Féin            | Kathleen McGurk   | 10.14% | 4,500    | 4,528    | 4,558    | 4,558    | 4,690    | 4,713    | 4,713    | 4,715    | 4,715    | 4,818    |
| | Alliance             | Chris McCaw       | 7.52%  | 3,338    | 3,350    | 3,594    | 3,605    | 3,683    | 3,862    | 4,269    | 4,408    | 4,499    |          |
| | TUV                  | Jordan Armstrong  | 6.67%  | 2,959    | 2,964    | 2,973    | 3,210    | 3,224    | 3,285    | 3,737    |          |          |          |
| | Ulster Unionist      | Darryl Wilson     | 5.92%  | 2,625    | 2,628    | 2,644    | 2,737    | 2,740    | 2,818    |          |          |          |          |
| | Indépendant          | Stephanie Quigley | 3.39%  | 1,503    | 1,562    | 1,613    | 1,630    | 1,805    |          |          |          |          |          |
| | Aontú                | Gemma Brolly      | 2.47%  | 1,095    | 1,136    | 1,159    | 1,160    |          |          |          |          |          |          |
| | PUP                  | Russell Watton    | 2.10%  | 933      | 935      | 939      |          |          |          |          |          |          |          |
| | Green (NI)           | Mark Coulson      | 0.78%  | 347      | 352      |          |          |          |          |          |          |          |          |
| | People Before Profit | Amy Merron        | 0.78%  | 347      | 353      |          |          |          |          |          |          |          |          |
| | Indépendant          | Niall Murphy      | 0.41%  | 181      |          |          |          |          |          |          |          |          |          |
| | Indépendant          | Billy Stewart     | 0.18%  | 82       |          |          |          |          |          |          |          |          |          |
| Électorat : 72,959 Valide : 44,360 (60.80%) Non valide : 436 Quota : 7,394 Participation : 44,796 (61.40%) |                      |                   |        |          |          |          |          |          |          |          |          |          |          |

#### 2017
| Parti | Parti                   | Candidat           | %      | Comptage | Comptage | Comptage | Comptage | Comptage | Comptage | Comptage | Comptage | Comptage | Comptage | Comptage | Comptage |
| Parti | Parti                   | Candidat           | %      | 1        | 2        | 3        | 4        | 5        | 6        | 7        | 8        | 9        | 10       | 11       | 12       |
| --- | ----------------------- | ------------------ | ------ | -------- | -------- | -------- | -------- | -------- | -------- | -------- | -------- | -------- | -------- | -------- | -------- |
| | Independent Unionist    | Claire Sugden      | 11.75% | 4,918    | 4,990    | 5,102    | 5,278    | 5,437    | 5,707    | 6,561    | 7,555    |          |          |          |          |
| | DUP                     | Maurice Bradley    | 13.00% | 5,444    | 5,462    | 5,473    | 5,832    | 6,127    | 6,132    | 6,171    | 6,739    | 8,056    |          |          |          |
| | DUP                     | George Robinson    | 11.26% | 4,715    | 4,721    | 4,730    | 4,781    | 4,906    | 4,962    | 4,993    | 5,335    | 7,801    |          |          |          |
| | Sinn Féin               | Caoimhe Archibald  | 13.97% | 5,851    | 5,854    | 5,934    | 5,937    | 5,940    | 6,166    | 6,299    | 6,311    | 6,320    | 6,320    | 6,328    | 6,330    |
| | SDLP                    | John Dallat        | 7.93%  | 3,319    | 3,325    | 3,440    | 3,443    | 3,459    | 3,725    | 4,366    | 5,143    | 5,298    | 5,443    | 5,709    | 6,091    |
| | Sinn Féin               | Cathal Ó hOisín    | 11.83% | 4,953    | 4,954    | 4,979    | 4,979    | 4,980    | 5,155    | 5,196    | 5,202    | 5,211    | 5,221    | 5,236    | 5,238    |
| | DUP                     | Adrian McQuillan   | 9.27%  | 3,881    | 3,887    | 3,890    | 3,994    | 4,135    | 4,142    | 4,170    | 4,566    |          |          |          |          |
| | Ulster Unionist         | William McCandless | 6.72%  | 2,814    | 2,866    | 2,899    | 2,960    | 3,268    | 3,288    | 3,581    |          |          |          |          |          |
| | Alliance                | Chris McCaw        | 4.40%  | 1,841    | 1,872    | 2,150    | 2,163    | 2,190    | 2,327    |          |          |          |          |          |          |
| | Independent Nationalist | Gerry Mullan       | 2.88%  | 1,204    | 1,206    | 1,290    | 1,297    | 1,314    |          |          |          |          |          |          |          |
| | TUV                     | Jordan Armstrong   | 2.48%  | 1,038    | 1,048    | 1,056    | 1,147    |          |          |          |          |          |          |          |          |
| | PUP                     | Russell Watton     | 2.10%  | 879      | 882      | 889      |          |          |          |          |          |          |          |          |          |
| | People Before Profit    | Gavin Campbell     | 1.17%  | 492      | 494      |          |          |          |          |          |          |          |          |          |          |
| | Green (NI)              | Anthony Flynn      | 0.73%  | 305      | 310      |          |          |          |          |          |          |          |          |          |          |
| | NI Conservatives        | David Harding      | 0.52%  | 219      |          |          |          |          |          |          |          |          |          |          |          |
| Électorat : 67,392 Valide : 41,873 (62.13%) Non valide : 375 Quota : 6,979 Participation : 42,248 (62.69%) |                         |                    |        |          |          |          |          |          |          |          |          |          |          |          |          |

#### 2016
| Parti | Parti                | Candidat           | %      | Comptage | Comptage | Comptage | Comptage | Comptage | Comptage | Comptage | Comptage | Comptage |
| Parti | Parti                | Candidat           | %      | 1        | 2        | 3        | 4        | 5        | 6        | 7        | 8        | 9        |
| --- | -------------------- | ------------------ | ------ | -------- | -------- | -------- | -------- | -------- | -------- | -------- | -------- | -------- |
| | DUP                  | Maurice Bradley    | 13.46% | 4,630    | 4,689    | 4,767    | 5,061    |          |          |          |          |          |
| | DUP                  | George Robinson    | 13.28% | 4,567    | 4,616    | 4,711    | 4,931    |          |          |          |          |          |
| | DUP                  | Adrian McQuillan   | 10.11% | 3,477    | 3,523    | 3,551    | 3,703    | 3,789    | 3,794    | 3,865    | 4,608    | 5,385    |
| | Independent Unionist | Claire Sugden      | 9.51%  | 3,270    | 3,488    | 3,521    | 3,615    | 3,619    | 3,620    | 4,106    | 4,459    | 5,003    |
| | SDLP                 | Gerry Mullan       | 9.49%  | 3,265    | 3,341    | 3,352    | 3,364    | 3,366    | 3,366    | 3,801    | 3,809    | 4,172    |
| | Sinn Féin            | Caoimhe Archibald  | 11.63% | 4,002    | 4,043    | 4,044    | 4,045    | 4,045    | 4,046    | 4,121    | 4,127    | 4,139    |
| | Sinn Féin            | Cathal Ó hOisín    | 10.15% | 3,493    | 3,514    | 3,514    | 3,514    | 3,514    | 3,514    | 3,522    | 3,524    | 3,533    |
| | Ulster Unionist      | William McCandless | 5.20%  | 1,789    | 1,867    | 2,629    | 2,921    | 2,964    | 2,965    | 3,167    | 3,407    |          |
| | PUP                  | Russell Watton     | 3.94%  | 1,356    | 1,399    | 1,403    | 1,535    | 1,544    | 1,546    | 1,553    |          |          |
| | Alliance             | Yvonne Boyle       | 3.65%  | 1,257    | 1,492    | 1,516    | 1,539    | 1,540    | 1,541    |          |          |          |
| | TUV                  | Jordan Armstrong   | 3.46%  | 1,191    | 1,240    | 1,291    |          |          |          |          |          |          |
| | Ulster Unionist      | Aaron Callan       | 3.10%  | 1,067    | 1,096    |          |          |          |          |          |          |          |
| | Green (NI)           | Amber Hamill       | 1.26%  | 434      |          |          |          |          |          |          |          |          |
| | UKIP                 | Steven Parkhill    | 0.80%  | 274      |          |          |          |          |          |          |          |          |
| | NI Conservatives     | David Harding      | 0.63%  | 216      |          |          |          |          |          |          |          |          |
| | Indépendant          | Victor Christie    | 0.18%  | 61       |          |          |          |          |          |          |          |          |
| | NI Conservatives     | Stuart Canning     | 0.15%  | 50       |          |          |          |          |          |          |          |          |
| Électorat : 68,600 Valide : 34,399 (50.14%) Non valide : 449 Quota : 4,915 Participation : 34,848 (50.80%) |                      |                    |        |          |          |          |          |          |          |          |          |          |

#### 2011
| Parti | Parti                | Candidat             | %      | Comptage | Comptage | Comptage | Comptage | Comptage | Comptage | Comptage |
| Parti | Parti                | Candidat             | %      | 1        | 2        | 3        | 4        | 5        | 6        | 7        |
| --- | -------------------- | -------------------- | ------ | -------- | -------- | -------- | -------- | -------- | -------- | -------- |
| | DUP                  | Gregory Campbell     | 18.20% | 6,319    |          |          |          |          |          |          |
| | SDLP                 | John Dallat          | 8.55%  | 2,967    | 2,978.44 | 2,994.54 | 3,003.2  | 3,515.08 | 5,207.08 |          |
| | Sinn Féin            | Cathal Ó hOisín      | 13.48% | 4,681    | 4,682.54 | 4,682.54 | 4,683.76 | 4,712.2  | 4,962.2  |          |
| | DUP                  | George Robinson      | 11.10% | 3,855    | 4,167.62 | 4,235.08 | 4,695.62 | 4,764.02 | 4,784.88 | 4,823.1  |
| | Independent Unionist | David McClarty       | 8.65%  | 3,003    | 3,119.16 | 3,275.5  | 3,511.62 | 4,112.86 | 4,154.08 | 4,405.08 |
| | DUP                  | Adrian McQuillan     | 7.58%  | 2,633    | 3,298.72 | 3,368.36 | 3,609.84 | 3,701.78 | 3,718.44 | 3,781.66 |
| | Ulster Unionist      | David Harding        | 4.20%  | 1,458    | 1,531.92 | 2,580.42 | 3,131.1  | 3,399.84 | 3,427.38 | 3,460.6  |
| | Sinn Féin            | Bernadette Archibald | 7.60%  | 2,639    | 2,640.96 | 2,643.98 | 2,646.98 | 2,673.98 | 2,771.2  |          |
| | SDLP                 | Thomas Conway        | 6.40%  | 2,222    | 2,228.16 | 2,231.38 | 2,243.98 | 2,362.58 |          |          |
| | Alliance             | Barney Fitzpatrick   | 5.49%  | 1,905    | 1,932.28 | 2,005.7  | 2,040.46 |          |          |          |
| | TUV                  | Boyd Douglas         | 4.52%  | 1,568    | 1,647.42 | 1,703.18 |          |          |          |          |
| | Ulster Unionist      | Lesley Macaulay      | 4.24%  | 1,472    | 1,530.3  |          |          |          |          |          |
| Électorat : 65,226 Valide : 34,722 (53.23%) Non valide : 581 Quota : 4,961 Participation : 35,303 (54.12%) |                      |                      |        |          |          |          |          |          |          |          |

Note: David McClarty est apparu sur le bulletin de vote sans aucune description, mais avait précédemment indiqué clairement qu'il combattait l'élection en tant que syndicaliste indépendant.

#### 2007
| Parti | Parti                | Candidat            | %      | Comptage | Comptage | Comptage | Comptage | Comptage | Comptage | Comptage | Comptage | Comptage |
| Parti | Parti                | Candidat            | %      | 1        | 2        | 3        | 4        | 5        | 6        | 7        | 8        | 9        |
| --- | -------------------- | ------------------- | ------ | -------- | -------- | -------- | -------- | -------- | -------- | -------- | -------- | -------- |
| | DUP                  | Gregory Campbell    | 20.18% | 6,845    |          |          |          |          |          |          |          |          |
| | DUP                  | George Robinson     | 11.77% | 3,991    | 4,437.31 | 4,448.21 | 4,631.65 | 4,869.65 |          |          |          |          |
| | Sinn Féin            | Francis Brolly      | 13.19% | 4,476    | 4,476.58 | 4,691.58 | 4,709.87 | 4,709.87 | 4,727.87 | 5,002.87 |          |          |
| | SDLP                 | John Dallat         | 7.78%  | 2,638    | 2,647.57 | 2,690.57 | 2,749.73 | 2,755.73 | 3,143.89 | 4,733.34 | 6,380.34 |          |
| | Ulster Unionist      | David McClarty      | 8.48%  | 2,875    | 3,037.11 | 3,048.27 | 3,156.39 | 3,763.61 | 4,205.99 | 4,238.28 | 4,279.28 | 4,409.28 |
| | DUP                  | Adrian McQuillan    | 7.81%  | 2,650    | 3,779.84 | 3,787    | 3,931.6  | 3,974.85 | 4,042.39 | 4,046.68 | 4,053.97 | 4,073.97 |
| | Ulster Unionist      | Norman Hillis       | 6.06%  | 2,054    | 2,172.61 | 2,177.19 | 2,299.11 | 2,797.62 | 3,101.97 | 3,118.84 | 3,140.13 | 3,195.13 |
| | Sinn Féin            | Billy Leonard       | 6.84%  | 2,321    | 2,322.74 | 2,338.74 | 2,364.03 | 2,366.03 | 2,402.32 | 2,457.32 |          |          |
| | SDLP                 | Orla Beattie        | 5.30%  | 1,797    | 1,800.77 | 1,836.77 | 1,898.06 | 1,916.35 | 2,097.64 |          |          |          |
| | Alliance             | Bernard Fitzpatrick | 4.13%  | 1,401    | 1,422.17 | 1,430.17 | 1,651.65 | 1,670.94 |          |          |          |          |
| | Ulster Unionist      | Edwin Stevenson     | 3.94%  | 1,338    | 1,357.14 | 1,361.14 | 1,456.49 |          |          |          |          |          |
| | UK Unionist Party    | Leslie Cubitt       | 1.62%  | 549      | 594.82   | 601.11   |          |          |          |          |          |          |
| | Green (NI)           | Phillippe Moison    | 1.54%  | 521      | 529.7    | 563.7    |          |          |          |          |          |          |
| | Republican Sinn Féin | Michael McGonigle   | 1.16%  | 393      | 395.03   |          |          |          |          |          |          |          |
| | Indépendant          | Victor Christie     | 0.22%  | 73       | 77.35    |          |          |          |          |          |          |          |
| Électorat : 56,104 Valide : 33,922 (60.46%) Non valide : 258 Quota : 4,847 Participation : 34,180 (60.92%) |                      |                     |        |          |          |          |          |          |          |          |          |          |

#### 2003
| Parti | Parti                   | Candidat         | %      | Comptage | Comptage | Comptage | Comptage | Comptage | Comptage | Comptage | Comptage | Comptage | Comptage | Comptage | Comptage |
| Parti | Parti                   | Candidat         | %      | 1        | 2        | 3        | 4        | 5        | 6        | 7        | 8        | 9        | 10       | 11       | 12       |
| --- | ----------------------- | ---------------- | ------ | -------- | -------- | -------- | -------- | -------- | -------- | -------- | -------- | -------- | -------- | -------- | -------- |
| | DUP                     | Gregory Campbell | 13.97% | 4,789    | 4,803    | 5,023    |          |          |          |          |          |          |          |          |          |
| | Ulster Unionist         | David McClarty   | 11.87% | 4,069    | 4,288    | 4,414    | 5,176    |          |          |          |          |          |          |          |          |
| | Sinn Féin               | Francis Brolly   | 11.73% | 4,019    | 4,051    | 4,056    | 4,056    | 4,056.37 | 4,056.99 | 5,895.99 |          |          |          |          |          |
| | DUP                     | George Robinson  | 10.11% | 3,466    | 3,474    | 3,514    | 3,613    | 3,617.07 | 3,641.87 | 3,643.87 | 3,644.7  | 4,741.99 | 7,346.99 |          |          |
| | Ulster Unionist         | Norman Hillis    | 6.69%  | 2,292    | 2,377    | 2,527    | 2,959    | 3,199.87 | 3,220.95 | 3,222.95 | 3,223.78 | 3,883.84 | 4,319.92 | 5,346.92 |          |
| | SDLP                    | John Dallat      | 9.31%  | 3,190    | 3,430    | 3,455    | 3,468    | 3,472.81 | 3,474.05 | 3,565.05 | 3,734.37 | 3,759.99 | 3,778.23 | 3,794.23 | 3,870.23 |
| | SDLP                    | Michael Coyle    | 6.99%  | 2,394    | 2,525    | 2,532    | 2,546    | 2,548.59 | 2,548.59 | 2,700.59 | 3,514.82 | 3,526.82 | 3,534.47 | 3,545.47 | 3,652.47 |
| | DUP                     | Maurice Bradley  | 8.27%  | 2,836    | 2,848    | 3,035    | 3,040    | 3,043.33 | 3,091.07 | 3,095.07 | 3,096.73 | 3,373.52 |          |          |          |
| | Indépendant             | Boyd Douglas     | 5.55%  | 1,903    | 1,923    | 2,049    | 2,171    | 2,190.61 | 2,219.75 | 2,220.75 | 2,221.58 |          |          |          |          |
| | Sinn Féin               | Cliona O'Kane    | 6.13%  | 2,102    | 2,110    | 2,111    | 2,114    | 2,114    | 2,114    |          |          |          |          |          |          |
| | Ulster Unionist         | Edwin Stevenson  | 4.11%  | 1,408    | 1,443    | 1,466    |          |          |          |          |          |          |          |          |          |
| | UK Unionist Party       | Pauline Armitage | 2.64%  | 906      | 937      |          |          |          |          |          |          |          |          |          |          |
| | Alliance                | Yvonne Boyle     | 2.22%  | 762      |          |          |          |          |          |          |          |          |          |          |          |
| | Socialist Environmental | Marion Baur      | 0.40%  | 137      |          |          |          |          |          |          |          |          |          |          |          |
| Électorat : 56,203 Valide : 34,273 (60.98%) Non valide : 430 Quota : 4,897 Participation : 34,703 (61.75%) |                         |                  |        |          |          |          |          |          |          |          |          |          |          |          |          |

#### 1998
| Parti | Parti                   | Candidat         | %      | Comptage | Comptage | Comptage | Comptage | Comptage | Comptage | Comptage | Comptage | Comptage |
| Parti | Parti                   | Candidat         | %      | 1        | 2        | 3        | 4        | 5        | 6        | 7        | 8        | 9        |
| --- | ----------------------- | ---------------- | ------ | -------- | -------- | -------- | -------- | -------- | -------- | -------- | -------- | -------- |
| | DUP                     | Gregory Campbell | 15.42% | 6,099    |          |          |          |          |          |          |          |          |
| | Ulster Unionist         | David McClarty   | 12.91% | 5,108    | 5,324    | 5,347.8  | 5,351.8  | 6,268.8  |          |          |          |          |
| | SDLP                    | John Dallat      | 12.03% | 4,760    | 4,782    | 4,783.33 | 4,858.33 | 4,869.54 | 5,708.54 |          |          |          |
| | SDLP                    | Arthur Doherty   | 11.64% | 4,606    | 4,619    | 4,619.77 | 4,773.77 | 4,780.84 | 5,178.54 | 5,187.77 | 7,754.77 |          |
| | Ulster Unionist         | Pauline Armitage | 8.38%  | 3,315    | 3,432    | 3,452.79 | 3,452.79 | 3,865.7  | 4,703.12 | 5,227.1  | 5,229.1  | 5,379.1  |
| | Independent Unionist    | Boyd Douglas     | 9.63%  | 3,811    | 3,892    | 3,937.22 | 3,938.22 | 4,048.06 | 4,152.06 | 4,201.76 | 4,217.54 | 4,259.54 |
| | DUP                     | George Robinson  | 8.29%  | 3,280    | 3,390    | 3,709.06 | 3,709.2  | 3,774.7  | 3,805.19 | 3,834.3  | 3,842.3  | 3,867.3  |
| | Sinn Féin               | Malachy O'Kane   | 6.37%  | 2,521    | 2,525    | 2,525.07 | 3,601.07 | 3,604.07 | 3,621.07 | 3,621.78 |          |          |
| | Alliance                | Barbara Dempsey  | 6.05%  | 2,395    | 2,476    | 2,477.96 | 2,480.96 | 2,520.03 |          |          |          |          |
| | Ulster Unionist         | Roger McPherson  | 3.87%  | 1,531    | 1,608    | 1,615.42 | 1,615.42 |          |          |          |          |          |
| | Sinn Féin               | John McIlhenny   | 3.38%  | 1,339    | 1,347    | 1,347.14 |          |          |          |          |          |          |
| | PUP                     | Dave Gilmour     | 1.47%  | 582      |          |          |          |          |          |          |          |          |
| | Ulster Democratic Party | David Nelson     | 0.43%  | 171      |          |          |          |          |          |          |          |          |
| | Natural Law             | Maura McCann     | 0.12%  | 46       |          |          |          |          |          |          |          |          |
| Électorat : 59,370 Valide : 39,564 (66.64%) Non valide : 603 Quota : 5,653 Participation : 40,167 (67.66%) |                         |                  |        |          |          |          |          |          |          |          |          |          |

### 1996 forum
Les candidats retenus sont indiqués en gras.
| Parti | Parti                | Candidat(s)                                                                | Votes  | Pourcentage |
| ----- | -------------------- | -------------------------------------------------------------------------- | ------ | ----------- |
|       | UUP                  | David Brewster John White Pauline Armitage Antony Alcock Elizabeth Black   | 11,386 | 30.9        |
|       | DUP                  | Robert Bolton Robert Stewart Victor Wilson                                 | 8,768  | 23.8        |
|       | SDLP                 | Arthur Doherty John Dallat Patricia Farren Gerald McLaughlin Michael Coyle | 7,451  | 20.3        |
|       | Sinn Féin            | Malachy O'Kane Thomas Donaghey Kevin Kelly John McCloskey Kathleen Kelly   | 3,413  | 9.3         |
|       | Alliance             | Yvonne Boyle Bill Mathews Paddy McGowan                                    | 2,107  | 5.7         |
|       | UK Unionist          | Kingsley Nutt Angela Nutt                                                  | 1,040  | 2.8         |
|       | Ulster Democratic    | Allister Crawford Robert Mitchell                                          | 728    | 2.0         |
|       | PUP                  | William Smith William Mitchell                                             | 652    | 1.8         |
|       | NI Women's Coalition | Avril Watson Mary Mulholland Pauline Nellis                                | 375    | 1.0         |
|       | Labour coalition     | Fionnuala Harbinson Alan McKee Peter Scott John Quigley                    | 241    | 0.6         |
|       | NI Conservatives     | Hubert Mullan John McKeown                                                 | 208    | 0.6         |
|       | Green (NI)           | David Surplus Adeline Curry                                                | 189    | 0.5         |
|       | Ulster Independence  | Bartholomew Hamilton Hugh Kerr John Walker                                 | 100    | 0.3         |
|       | Workers' Party       | Marian Donnelly James McLaughlin                                           | 75     | 0.2         |
|       | Democratic Left      | Odran Dunphy Colm Campbell                                                 | 45     | 0.1         |
|       | Natural Law          | Brian McEnery Lee Silvera                                                  | 14     | 0.0         |
|       | Independent Chambers | Jonathan Chambers Maureen Holmes Neill Chambers                            | 5      | 0.0         |